# Józef Sandel
Józef Sandel (* 29. September 1894 in Kolomyja, Österreich-Ungarn; † 1. Dezember 1962 in Warschau; Jiddisch: יוסף סאנדעל; deutsche Schreibweise: Josef Sandel, auch Joseph Sandel) war ein polnisch-jüdischer Kunsthistoriker, Publizist und Kunsthändler. Von 1929 bis 1933 führte er an der Lüttichaustraße 21 in Dresden die Galerie Junge Kunst. Nach dem Zweiten Weltkrieg veröffentlichte er in Warschau zahlreiche Arbeiten, in Jiddisch, über jüdische Künstler in Polen und verfasste ein zweibändiges Nachschlagewerk über während des Holocausts umgekommene jüdische Künstler. Von 1950 bis 1953 war er Leiter des Museums des Jüdischen Historischen Instituts in Warschau.

## Leben
Józef Sandel wurde 1894 in Kolomyja als jüngstes von sieben Kindern geboren. Er besuchte die von Baron Maurice de Hirsch gestiftete öffentliche jüdische Schule in Kolomyja. Im Jahr 1912 zog er nach Dresden zu seinen Geschwistern. Im Ersten Weltkrieg diente er als Soldat im österreichisch-ungarischen Heer. Nach dem Ersten Weltkrieg kehrte er nach Kolomyja zurück und kam in Kontakt mit der kommunistischen Bewegung. 1920 kehrte Sandel nach Dresden zurück und studierte an der Kunstgewerbeschule Dresden. 1924 wurde er Miteigentümer einer Kleiderhandlung in Dresden und begann junge Künstler aus dem Umfeld der Assoziation revolutionärer bildender Künstler zu fördern. Im Jahr 1925 unterstützte Sandel als Verleger mit der Einrichtung einer „Mob-Buchhandlung“ an der Pöppelmannstraße 7 die antibürgerliche Zeitschrift „Mob – Zeitschrift der Jungen“ rund um Rudolf Braune und Martin Raschke. Von 1925 bis 1928 lebte Sandel in Frankreich, der Schweiz und Österreich, bevor er im Jahr 1928 wieder nach Dresden kam.

## Galerie Junge Kunst
Im Jahr 1929 eröffnet Sandel an der Lüttichaustraße 21 in Dresden die Galerie Junge Kunst. Sandel handelte mit Dresdner und auswärtiger Kunst und organisiert mehrere Ausstellungen. Die Galerie Junge Kunst bot Künstlern aus dem Umfeld der Assoziation revolutionärer bildender Künstler und jungen Künstlern die Möglichkeit Werke öffentlich auszustellen. So fanden u. a. Ausstellungen mit Hans und Lea Grundig, Eugen Hoffmann, Hermann Theodor Richter, Curt Querner, Wilhelm Lachnit, Fritz Skade, Fritz Tröger, Otto Griebel, Alexander Neroslow, Pol Cassel, Miron Sima, Paul Berger-Bergner, Fritz Schulze und dem aus der Mob-Bewegung hervorgegangenem Wilhelm Dodel statt.
1929 und im Februar/März 1930 organisierte Sandel in Zusammenarbeit mit Hildebrand Gurlitt die Ausstellung „Junge Dresdner Kunst“ in der Galerie Wertheim in Berlin. An der Ausstellung von 1930 nahmen u. a. Otto Griebel, Alexander Neroslow, Guido Herbert, Josef Hegenbarth, Wilhelm Lachnit, Eugen Hoffmann, Hermann Werner Kubsch, Lea und Hans Grundig, Fritz Skade und Ewald Schönberg teil.
Im August 1929 wurde in der Galerie Junge Kunst in Dresden eine Ausstellung mit aktuellen Arbeiten des deutschen Holzschnitts ausgerichtet. Gezeigt wurden u. a. Werke von Käthe Kollwitz, Karl Schmidt-Rottluff, Emil Nolde, Heinrich Campendonk, Erich Heckel, Max Pechstein, Jakob Steinhardt und Conrad Felixmüller.
1930 waren auf der Ausstellung Das moderne Porträt u. a. Max Busyn, Otto Griebel, Hans Grundig, Hans Jüchser, Oskar Kokoschka, Bernhard Kretzschmar, Max Lachnit, Werner Mothes (1909–1930), Arno Nadel, Werner Primm (* 1904), Hermann Theodor Richter, Theodor Rosenhauer und Fritz Skade vertreten.
Die Galerie Junge Kunst war neben der Galerie Arnold, dem Kunstsalon Emil Richter, der Galerie Neue Kunst Fides und der Kunstausstellung Kühl eine der Anlaufstellen in Dresden für moderne Kunst der damaligen Zeit. Nach der Machtergreifung der Nationalsozialisten zog Sandel 1933 nach Belgrad.

## Exil
Im Jahr 1935 wurde Sandel aus ideologischen Gründen angewiesen Jugoslawien zu verlassen. Er zog zunächst nach Wilna und im Jahr 1936 nach Warschau, wo er Mitglied der Jüdischen Gesellschaft der Bildenden Künste (polnisch: Żydowskie Towarzystwo Krzewienia Sztuk Pięknych, ŻTKSP) und dem Verein der jüdischen Künstler Polens wurde. 1939 wurde er beauftragt die Sommerausstellung polnischer Künstler in Kazimierz Dolny auszurichten. Nach dem Einmarsch deutscher Truppen in Polen zog Sandel nach Lwiw und arbeitete in der Museumsabteilung der Akademie der Wissenschaften der Ukrainischen Sozialistischen Sowjetrepublik. Nach dem Ausbruch des Deutsch-Sowjetischen Krieges lebte Sandel von 1942 bis 1945 in der Turkmenisch Sozialistischen Sowjetrepublik und arbeitete als Deutschlehrer.

## Nachkriegszeit
Im Jahr 1946 kehrte Sandel nach Polen zurück und ließ sich in Warschau nieder. Er wurde Leiter des Kunstausschusses des Zentralkomitees der Juden in Polen und Vorsitzender der wieder neu gegründeten Jüdischen Gesellschaft der Bildenden Künste Polens (ŻTKSP). 1948 organisiert Sandel unter der Schirmherrschaft der Jüdischen Gesellschaft der Bildenden Künste Polens die Ausstellung „Werke jüdischer Künstler –  Märtyrer der deutschen Besetzung 1939–1945“ im Gebäude des Jüdischen Historischen Instituts in Warschau. Von 1950 bis 1953 war er Leiter des Museums des Jüdischen Historischen Instituts in Warschau.
Józef Sandel starb 1962 in Warschau und wurde auf dem Jüdischen Friedhof an der Okopowa-Straße beerdigt.

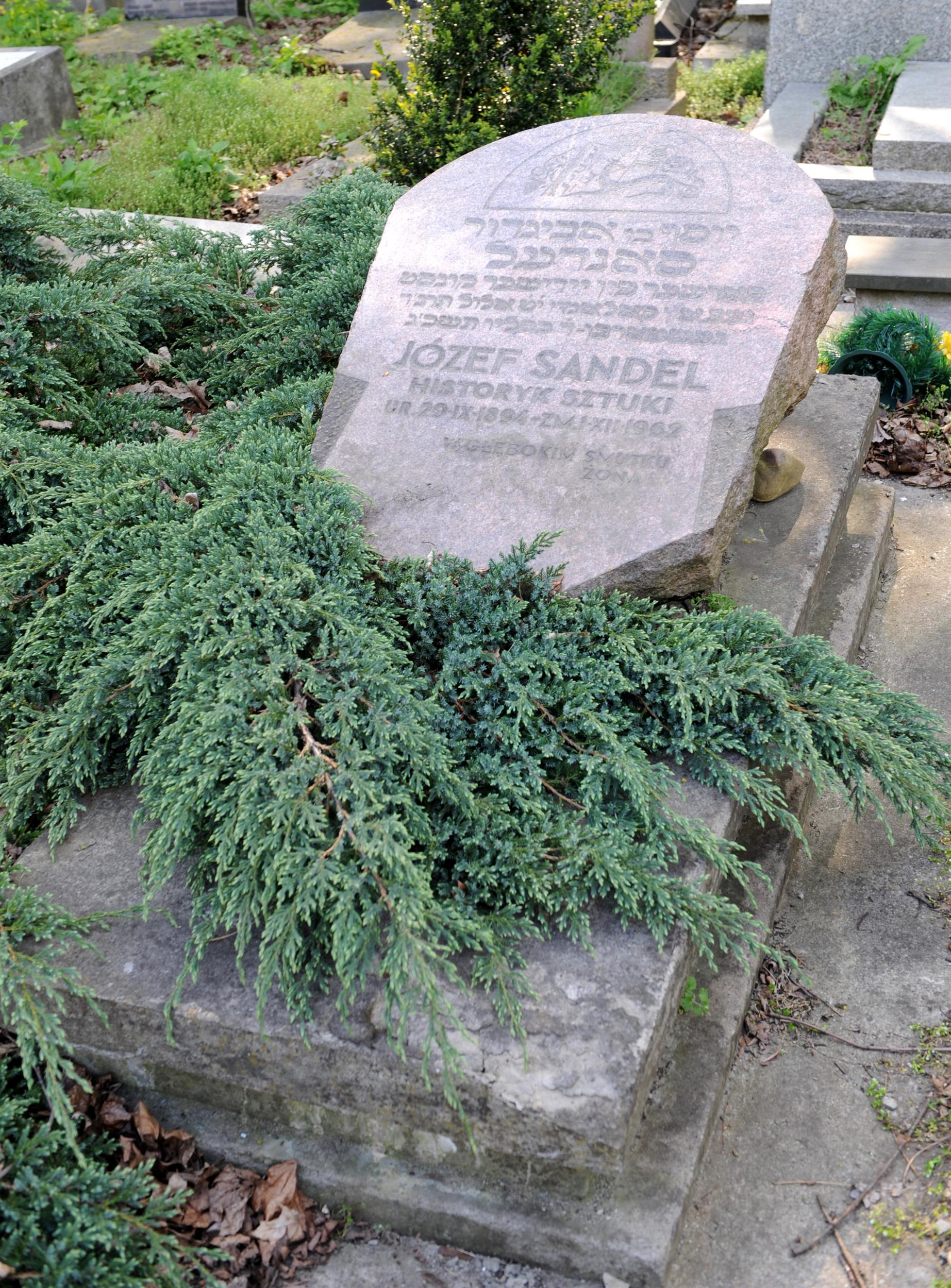
Grab von Józef Sandel

## Veröffentlichungen (Auswahl)
- Żydowscy artyści plastycy ofiary hitlerowskiej okupacji w Polsce. Enzyklopädie, 2 Bände. Wydawnictwo Idisz Buch, Warschau 1957 (polnisch, Titel übersetzt: „Jüdische bildende Künstler, die Opfer der Nazi-Besatzung in Polen wurden“).